# 東京Little Love
東京Little Love（「東京リトル・ラブ」、「東京小戀」）是由富士電視台與日本電通廣告公司合作的新型態的深夜日劇，主角為夏宇童和平方元基，每天播出長度為十分鐘，一周播出四天在凌晨12:35~12:45，連續播出長達兩季共計八十八集。

## 故事大綱
東京小戀由夏宇童飾演的謝俐心離家出走到日本，但卻流落街頭，與近年被看好的新生代演員平方元基飾演的川口公史巧遇，在Lawson便利商店打工又與男主角重逢.......，展開了一段跨越了語言障礙的異國戀情。

## 演員及角色

### 主要演員
| 演員     | 角色           | 人物簡介 |
| 夏宇童   | 謝俐心         | 19歲、B型，台灣人(留學打工)。 因家裡的生意經營不善、所以需要聯姻來搶救公司；但、前途渺茫的她，不知道哪裡才是她的歸宿。離家出走後，到了自己所嚮往的日本、在東京街頭遇見了川口公史，三次的巧遇加上777元的幸運發票收據，使倆人譜出純純的戀情。 |
| 平方元基 | 川口公史       | 24歲、O型，日本人(東麻布警察署刑事)。 為調查犯罪和外國人非法工作的生活安全課。 在一次追查犯人途中、不小心撞倒了俐心，這是他們第一次的相遇；因失職沒追到犯人而調到失物招領處的會計課、碰到了前來詢問遺失的包包但卻又不懂日文的俐心，這是他們第二次的相遇；事事不順的他與前輩去棒球遊樂場解放、在同樣時間同樣地點與另一顆球共同擊出全壘打，原來另一顆球的主人是俐心，這是他們第三次的相遇。 |
| 林彥君   | アイリン(愛琳) | 第二季的女主角 |

## 電視劇歌曲
- 「Praan」徐凱希 Ring

## 製作團隊
- 腳本：秋山竜平/武井　彩
- 演出：松山博昭
- プロジェクトリーダー ： 関谷正征
- クリエイティブディレクター ： 岸　勇希
- ロデュース ： 鹿内　植
- 音楽 ：Ken Arai
- 制作 ：フジテレビドラマ制作センター

## 外部連結
- 東京Little Love 官方網站 （页面存档备份，存于）